# アストロノーティカ (小惑星)
アストロノーティカ (100000 Astronautica) とは、小惑星帯にある小惑星の1つ。仮符号1982 SH1。
ジェームス・B・ギブソンによって1982年9月28日に発見された。2007年に名前が決定された。これは、1957年10月4日に打ち上げられた世界初の人工衛星、スプートニク1号から50年経ったのを記念し、宇宙飛行士のラテン語に因んで名づけられた。また、小惑星番号の100000にメートルをつけると100000m(100km)となり、地上から見てこの高度より上では宇宙の境界に相当するためでもある。